# Frank Biela
Frank Biela est un pilote automobile allemand né le 2 août 1964 à Neuss en Allemagne.

## Biographie

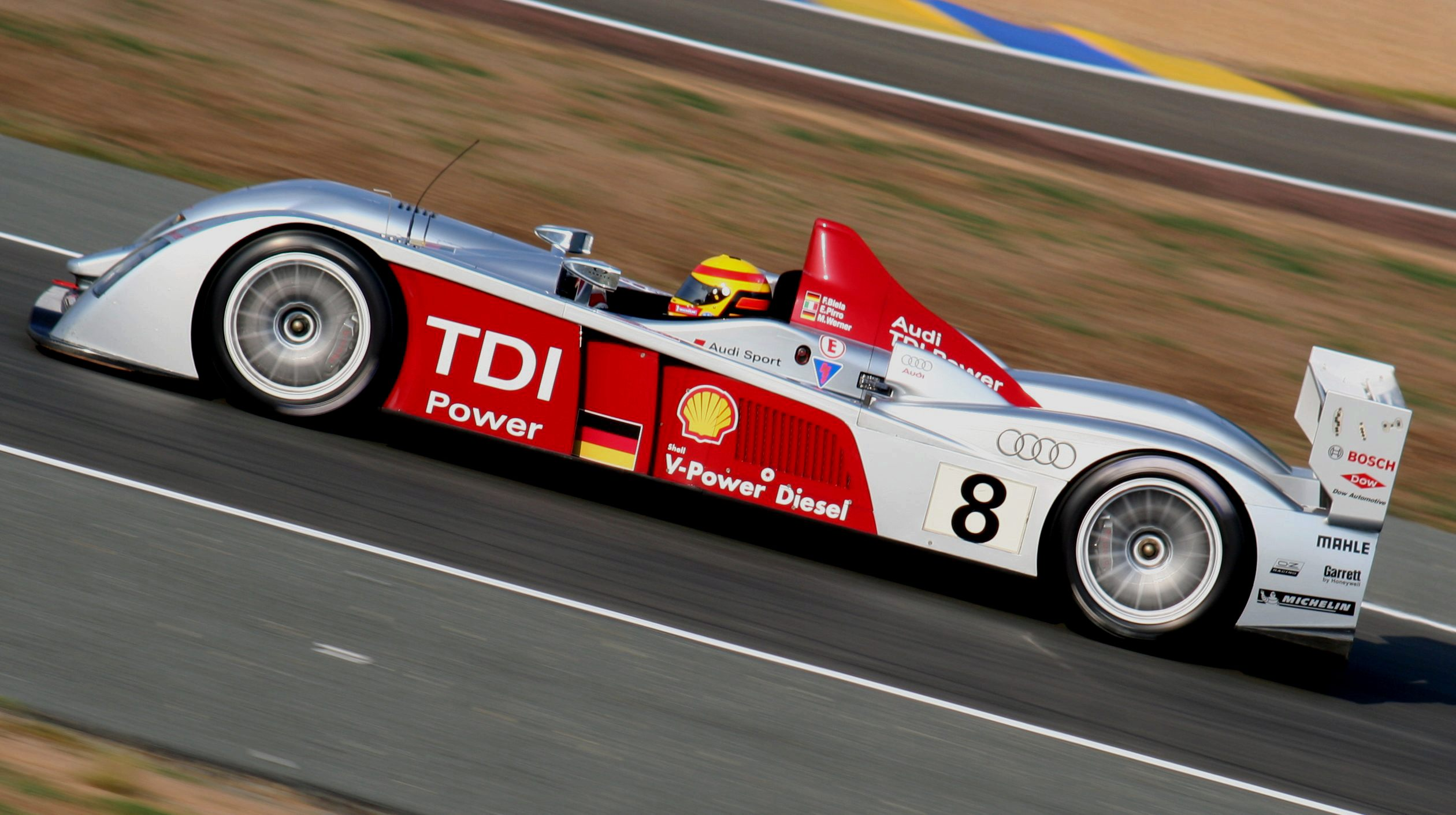
Biela lors des essais des 24h du Mans 2006, sur Audi R10.

Issu des rangs du championnat d'Allemagne de Formule 3 (3 victoires en 1988), Frank Biela se spécialise dès l'année suivante dans les épreuves de berline. Pilote officiel Audi, il remporte le prestigieux championnat DTM en 1991. Puis, à la suite du retrait d'Audi du DTM, Biela part explorer les divers championnats européens de Supertourisme. Au volant de l'Audi Quattro, il remporte ainsi le championnat de France en 1993 et le championnat de Grande-Bretagne en 1996. 
Pilote emblématique de la marque aux anneaux au même titre que Emanuele Pirro, c'est logiquement qu'il est appelé à participer au projet Le Mans à partir de 1998. En 2000, 2001 et 2002, il remporte les 24 heures du Mans au volant de l'Audi R8 en équipage avec Pirro et Tom Kristensen, puis s'impose à nouveau dans la Sarthe en 2006 (avec Pirro et Marco Werner) sur l'Audi R10, première voiture à moteur Diesel victorieuse au Mans. Toujours associé à Pirro et Werner, il remporte pour la 5e fois les 24h du Mans en 2007, devançant une Peugeot 908 elle aussi fonctionnant au diesel.
Entre 2000 et 2006, il remporte plus d'une dizaine de courses américaines en American Le Mans Series (Texas, Las Vegas, Mosport 2003, Laguna Seca (2), Mid-Ohio, Miami, Trois-Rivières, Portland, Sonoma, et "Road America" (2)).
En 2008, Biela est toujours chez Audi mais sur la base d'un contrat qui s'achève à l'issue des quatre premières manches de l'ALMS et des 24 heures du Mans. Visiblement déçu par sa baisse de compétitivité, la marque ne renouvelle pas le contrat du vétéran allemand, qui se retrouve de fait sans volant. 

## Palmarès

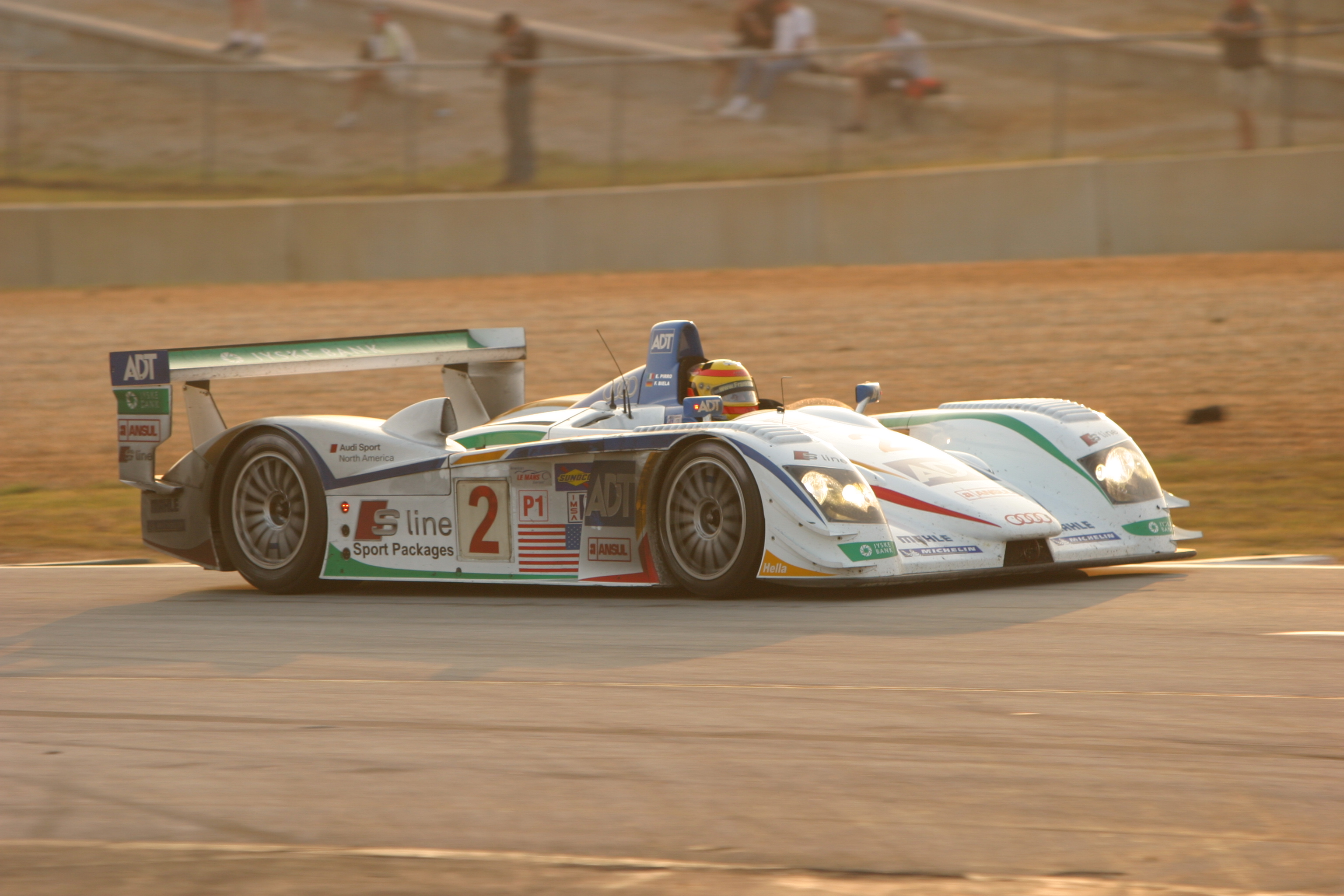
Victoire au Petit Le Mans d'Atlanta en 2005, sur Audi R8 (Biela et Emanuele Pirro).

- 5 fois vainqueur des 24 Heures du Mans en 2000, 2001, 2002, 2006 et 2007
- 4 fois vainqueur des 12 Heures de Sebring en 2000, 2003, 2004 et 2007
- 2 fois vainqueur du Petit Le Mans en 2001 et 2005
- Test du Mans en 2004
- 2 fois vainqueur de l'American Le Mans Series en 2003 et 2005
- Vainqueur du DTM en 1991
- Vainqueur du Championnat de France de Supertourisme en 1993  (seul étranger à ce jour)
- Vainqueur du BTCC en 1996
- Guia Race of Macao (en) en 1996 (sur Audi A4 Quattro)

## Résultats aux 24 Heures du Mans

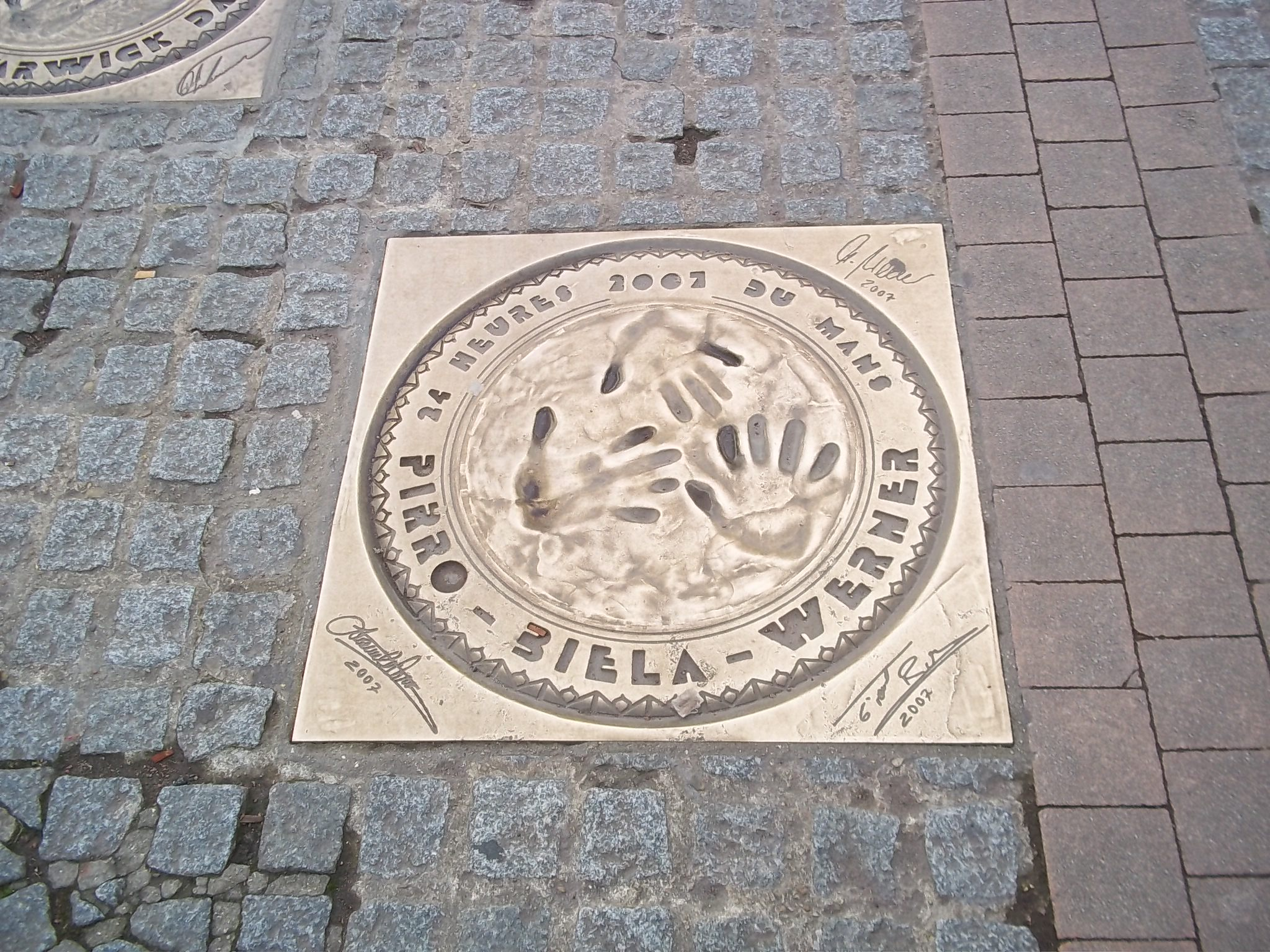
Plaque des empreintes des vainqueurs des 24 heures 2007-Walk of fame-Le Mans

| Année | Voiture      | Équipe                    | Équipiers                       | Résultat  |
| ----- | ------------ | ------------------------- | ------------------------------- | --------- |
| 1999  | Audi R8      | Audi Sport Team Joest     | Emanuele Pirro / Didier Theys   | 3e        |
| 2000  | Audi R8      | Audi Sport Team Joest     | Tom Kristensen / Emanuele Pirro | Vainqueur |
| 2001  | Audi R8      | Audi Sport Team Joest     | Tom Kristensen / Emanuele Pirro | Vainqueur |
| 2002  | Audi R8      | Audi Sport Team Joest     | Tom Kristensen / Emanuele Pirro | Vainqueur |
| 2003  | Audi R8      | Audi Sport UK             | Perry McCarthy / Mika Salo      | Abandon   |
| 2004  | Audi R8      | Audi Sport UK Team Veloqx | Pierre Kaffer / Allan McNish    | 5e        |
| 2005  | Audi R8      | ADT Champion Racing       | Allan McNish / Emanuele Pirro   | 3e        |
| 2006  | Audi R10 TDI | Audi Sport Team Joest     | Emanuele Pirro / Marco Werner   | Vainqueur |
| 2007  | Audi R10 TDI | Audi Sport North America  | Emanuele Pirro / Marco Werner   | Vainqueur |
| 2008  | Audi R10 TDI | Audi Sport North America  | Emanuele Pirro / Marco Werner   | 6e        |